# Winmau
Winmau[wɪnmɔː] (ウィンモー) は、ダーツボードを中心にダーツ用品を製造するイギリスの業者である。また、最も古くからあるダーツトーナメントで、今なお続くWinmau ワールド・マスターズのスポンサーでもある。
2002年、この企業は競合するダーツボード製造業者のNodor（ノウドー）に買収された。
しかし、両ブランドとも、ダーツの伝統的遺産であるため、今なお使用されている。
この会社は、ボードの製造をケニアで行っているが、本拠地を南ウェールズのブリジェンドにおいている。

## 起源
Winmauは、1945年、退役恩給を用いてこの会社を組織したクリエイターのハリー・キックスの名前をとって、当初はH.A. Kicksという社名だった。
最初のニレでできたボードは、手塗りだったが、1952年、グラフィック・トランスファーが、数字とセグメントを印刷するのに使われる。
それから、キックスは、ニレのダーツボードとは異なり、水に浸す必要がないという意味で、"Keep Dry"というブランドの下、紙をコイル状にしたダーツボードを製造し始めた。
1960年に、このKeep Dryというブランド名は、紙でできたダーツボードの専門的な製造業者であるScotts Dartboards of Southendに売り渡す。
1960年代初頭に入社した2人のキックスの息子であるハリー・ジュニアとイーアンは、Nodorの特許が切れるやいなや、ブリッスル・ダーツボードの製造を開始できた。
この会社の名前は、H.A. Kicks and Sonsと発展する。
1973年、ハリー・キックス・シニアは、組織したばかりのブリティッシュ・ダーツ・オーガナイゼイション（BDO）の設立者と、大きな飛躍のきっかけとなる取引を達成させた。
この時以来、H.A. Kicksのダーツボードは、BDOの公式なダーツボードとなり、多くの国際的なダーツのトーナメントにおいて、そのロゴを入れることを許可された。
1970年代中頃、キックスは、この会社の名前を彼の妻の名前の前から2つである"Winifred Maud"[wɪnəfrɪd mɔːd]の最初の3文字ずつを用いて"Winmau"に変えた。

## 財政困難
1980年代の末、テレビ中継されるスポーツとしてのダーツの人気は急下降し、Winmauの収益も同様だった。
1984年、キックス・シニアが亡くなった。
その当時、5人の息子が会社を経営していたものの、数年間に及ぶ財政損失に苦しみ、会社は苦戦していた。
1989年、高層建築の共同住宅群を建てるために、強制収用命令により、立退きもさせられた。
Winmauは、サファックのヘイヴァラル移転した。
1993年、この兄弟達は、破綻しないで会社を存続させるため、米国の販売代理店であるアキュダートに財政支援を申し込んだ。
アキュダートの社長であるラン・カーツは承諾し、Winmauの大株主となった。
赤字から抜け出すビジネスの専門家を指名するなどして、2年の間に、再び利益を出せるようになった。
彼らの復活の手助けとなった技術発展の1つは、世界で最も技術的に優れたブリッスル・ボードの製造だった。
The Bladeというダーツボードは、究極のはじかれないダーツボードとして、出荷された。

## Nodor
Nodorは、1919年、化学者のテッド・レガットにより、模型用クレイの製造業者として始められた会社である。
この名前は、このクレイが"No Odour"であるという事実から、付けられた。
Winmauのように、この会社は、ロンドンのイースト・エンドに設立された。
1923年、レガットは、クレイでできたダーツボードを作り出す。
これは、その当時使われていたニレでできた伝統的なダーツボードほどの人気は無かった。
よって、1年後、Nodorは、ニレ製ボードの製造を始める。
1928年には、彼らの製品に、ブラス・ダーツを加えることとなった。
1931年に、ケントのパブのマスターであるFrank Dabbsは、レガットに新しいダーツボードの構造に関するアイディアを持ちかける。
それは、短いロープを垂直に通させ、プレイに使う環状の表面を形成するのために固定するというものであった。
レガットはこのアイディアを磨き上げ、Dabbsとともに特許を申請した。
1935年、Nodorは、最初のブリッスル・ボードを出荷する。
それとほぼ同時に、今日のダーツボード上と同じ数字の並びが、世界中でダーツボードの標準として受け入れていった。
Nodorは、数年間、遠くへ移転していたこともある。
彼らは、第2次世界大戦中、ロンドンからデヴォンへ移っていたこともあるが、戦後、彼らは戻ってきた。
彼らは、1968年、再び移転し、このときは、カーディフであり、1983年に最終的に落ち着くブリジェンドの前のことだった。
Nodorは、1984年にSupabullボードを生み出した。
これは、ブルズアイに刺さりやすくするために、U字型の止め釘のない最初のボードだった。
このように、Nodorは、革命的な技術も、導入した。

## 買収
2002年、30年近くの競争の後、Nodorは、Winmauの買収に成功した。
Nodorは、1999年、ケニアにダーツボードの製造を移してしまっており、買収から1年以内にWinmauの製造も移している。
両ブランド名は、ダーツ用品製造の中心であり続けている。
彼らは、エァンディ・フォーダムやトゥリーナ・ガリヴァーを含むプレイヤーや、スポンサー契約してThe Lakeside ワールド・チャンピオンシップやWinmau ワールド・マスターズなどのトーナメントをサポートしている。

## Winmauのプレイヤー
ウィンモーが、スポンサーとなっているプレイヤーを紹介する。

### Winmauのトップ・プレイヤー
ここに並んでいるプレイヤーは、Winmauのウェブサイトで、最も大きく紹介されているトップ・プレイヤーである。
Winmauは、BDOのスポンサーシップを行っているが、Winmauのトップ・プレイヤーの多くは、PDCで活躍している。

#### PDC
- デニス・プリーストゥリー
- エァンディ・フォーダム
- マーク・ウェブスター
- サイモン・ウィットロック
- マーヴィン・キング
- トニー・エカルズ
- スティーヴ・ビートゥン
- テッド・ヘァンキー
- ディーン・ウィンスタンリー
- マイケル・ヴァン・ガーウェン

#### BDO
- レイトゥン・リーズ (故人)
- トゥリーナ・ガリヴァー
- デレル・フィットゥン

## 製品
ダーツボードは、最上位のThe Bladeシリーズは、現在6世代目のBlade 6となっている。
他にも、ヨークシャー・ボードなどが、ライン・ナップに加わっている。
日本でも手軽に購入できるが、販売価格は、本国のイギリスだけでなく、米国などに比べても割高である。